# Duolaite Bage Xiang
Duolaite Bage Xiang (kinesiska: 多来特巴格乡, 多来特巴格) är en socken i Kina. Den ligger i den autonoma regionen Xinjiang, i den nordvästra delen av landet, omkring 1 100 kilometer sydväst om regionhuvudstaden Ürümqi. Antalet invånare är 56 003. Befolkningen består av 27 746 kvinnor och 28 257 män. Barn under 15 år utgör 29,0 %, vuxna 15-64 år 67 %, och äldre över 65 år 3,0 %.
Genomsnittlig årsnederbörd är 129 millimeter. Den regnigaste månaden är maj, med i genomsnitt 20 mm nederbörd, och den torraste är oktober, med 2 mm nederbörd.